# Cinqueux
Cinqueux é uma comuna francesa na região administrativa de Altos da França, no departamento de Oise. Estende-se por uma área de 6,79 km². Em 2010 a comuna tinha 1 630 habitantes (densidade: 240,1 hab./km²).